# Станіславове
Станіславо́ве (раніше — Станіслáвчик) — село в Благовіщенській громаді Голованівського району Кіровоградської області України. Населення становить 144 осіб.

## Географія
У селі бере початок безіменна притока Синиці.

## Населення
Згідно з переписом УРСР 1989 року чисельність наявного населення села становила 169 осіб, з яких 62 чоловіки та 107 жінок.
За переписом населення України 2001 року в селі мешкали 144 особи.

### Мова
Розподіл населення за рідною мовою за даними перепису 2001 року:
| Мова       | Відсоток |
| ---------- | -------- |
| українська | 98,61 %  |
| російська  | 1,39 %   |

## Відомі люди
Уродженцем села є Герой Радянського Союзу Д. О. Яремчук (1914–1955).